# NXT Stand & Deliver (2023)
NXT Stand & Deliver (2023) foi o terceiro evento anual de transmissão ao vivo de luta profissional Stand & Deliver produzido pela WWE. Foi realizado exclusivamente para lutadores da divisão de marcas NXT da promoção. O evento aconteceu no sábado, 1º de abril de 2023, na Crypto.com Arena em Los Angeles, Califórnia, como parte do WrestleMania Weekend, sendo realizado no mesmo dia da Noite 1 da WrestleMania 39 com horário especial de início às 13h horário do leste. Este também foi o primeiro Stand & Deliver a ser transmitido ao vivo no Binge na Austrália.
Sete lutas foram disputadas no evento, incluindo uma no pré-show Kickoff. No evento principal, Carmelo Hayes derrotou Bron Breakker para conquistar o Campeonato do NXT. Em outras lutas importantes, Wes Lee derrotou Axiom, Dragon Lee, Ilja Dragunov e JD McDonagh em uma luta fatal five-way para manter o Campeonato Norte-Americano do NXT, Johnny Gargano derrotou Grayson Waller em uma luta não sancionada, e na luta de abertura, Indi Hartwell derrotou Gigi Dolin, Lyra Valkyria, Tiffany Stratton, Zoey Stark e a campeã defensora Roxanne Perez em uma luta de escadas para conquistar o Campeonato Feminino do NXT. O evento contou com os estreias de Dragon Lee e Ava no ringue. Este também seria o último evento ao vivo da WWE a apresentar o Campeonato de Duplas Femininas do NXT, já que ele foi unificado com o Campeonato de Duplas Femininas da WWE em junho.

## Produção

### Introdução

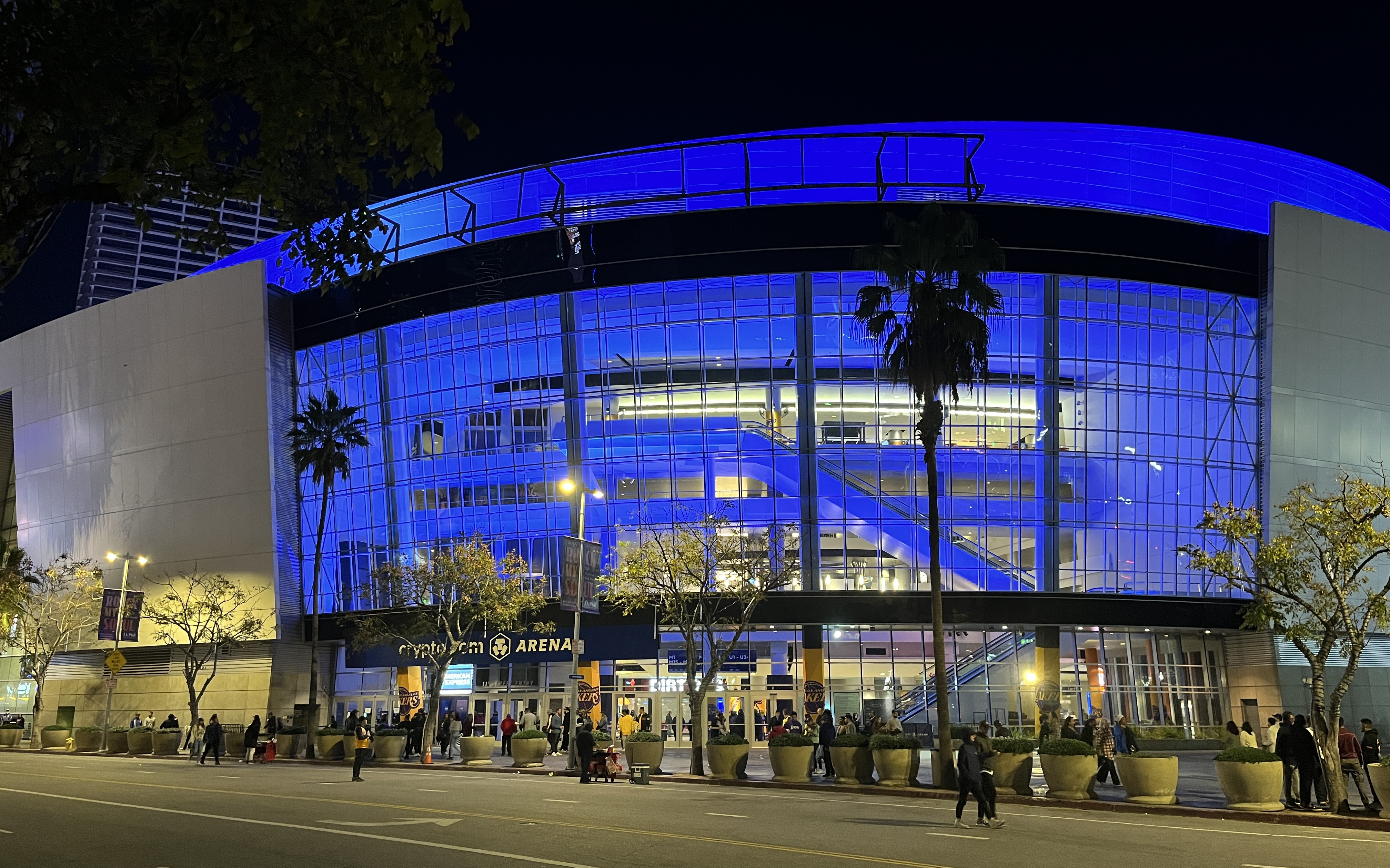
A Crypto.com Arena, onde o evento foi realizado.

Stand & Deliver é um evento anual realizado durante a semana da WrestleMania pela WWE para sua marca de desenvolvimento, NXT, desde 2021. Em 3 de novembro de 2022, a WWE anunciou que o terceiro Stand & Deliver seria realizado no sábado, 1º de abril de 2023, no Crypto.com Arena em Los Angeles, Califórnia. Aconteceu durante o dia da Noite 1 da WrestleMania 39 com um horário especial de início às 13h horário do leste. O evento foi transmitido ao vivo pela Peacock nos Estados Unidos e pela WWE Network nos mercados internacionais. Também foi o primeiro Stand & Deliver a transmitir ao vivo no Binge na Austrália depois que a versão australiana da WWE Network se fundiu com o canal Binge da Foxtel em janeiro. Os ingressos começaram a ser vendidos em 18 de novembro.

### Rivalidades
O card incluiu lutas que resultaram de histórias roteirizadas, onde lutadores retrataram heróis, vilões ou personagens menos distinguíveis em eventos roteirizados que criaram tensão e culminaram em uma luta ou uma série de lutas. Os resultados foram predeterminados pelos escritores da WWE na marca NXT, enquanto as histórias foram produzidas no programa de televisão semanal NXT e no programa de streaming online suplementar Level Up.
Em dezembro de 2021, Johnny Gargano permitiu que seu contrato com o NXT expirasse para que ele pudesse ficar em casa e passar um tempo com sua família após o nascimento de seu primeiro filho. Depois disso, Gargano seria interrompido por Grayson Waller, que se proclamou o futuro do NXT, antes de atacar Gargano violentamente. Em agosto de 2022, Gargano retornaria à WWE, agora trabalhando na marca Raw. Após sua derrota no Campeonato do NXT, Waller iria sabotar o NXT até conseguir o que queria. Apesar de ter sido suspenso pelo gerente geral Shawn Michaels, Michaels concordou em conversar com Waller no Roadblock. Durante o talk show 'Grayson Waller Effect', Waller desafiou Michaels para uma luta no Stand & Deliver, mas ele recusou, dizendo que, por mais que quisesse, há alguém que quer lutar ainda mais com Waller. Então, Michaels apresentou o oponente surpresa de Waller para o evento, que acabou sendo Gargano, retornando ao NXT pela primeira vez em 15 meses.
No Vengeance Day, após Bron Breakker reter o NXT Championship, ele foi confrontado por Carmelo Hayes (acompanhado por Trick Williams). Nas semanas seguintes, Hayes continuou de olho no NXT Championship e no Roadblock, os dois concordaram em uma luta pelo título no Stand & Deliver.
No episódio de 14 de março de NXT, Alba Fyre e Isla Dawn venceram uma luta de duplas de ameaça tripla para se tornarem os contendores número um para Fallon Henley e Kiana James' Campeonato de Duplas Femininas do NXT no NXT Stand & Deliver.
No Roadblock, depois que Roxanne Perez reteve seu Campeonato Feminino do NXT, de repente desmaiou no ringue. Perez foi então retirada da arena em uma ambulância, enquanto acenava com a cabeça para dizer que estava bem. Na semana seguinte, o executivo da WWE Shawn Michaels divulgou o comunicado via Twitter, que Perez recebeu alta do hospital, porém, após inúmeros exames, a saúde de Perez ainda estava em questão. Com esse fato, Michaels anunciou uma combate de escada no Stand & Deliver para coroar uma nova Campeonato Feminino do NXT. As partidas classificatórias começaram no mesmo episódio, onde Zoey Stark e Gigi Dolin se classificaram pelas derrotadas Sol Ruca e Kiana James, respectivamente. Na semana seguinte, Tiffany Stratton e Lyra Valkyrie se classificaram para derrotar Indi Hartwell e Ivy Nile, respectivamente. Uma partida Last Chance entre Ruca, Hartwell e Nile está marcada para o episódio da próxima semana para determinar a última vaga na luta.
No episódio de 14 de março do NXT, depois que Wes Lee lançou um desafio aberto para seu Campeonato Norte-Americano do NXT, uma grande briga estourou. O vídeo do NXT Anonymous mostrou Shawn Michaels dizendo a Lee que defenderia seu título em uma luta fatal Five-Way no Stand & Deliver e permitiu que Lee selecionasse seus quatro oponentes. O seguinte semana, Lee escolheu Dragon Lee, JD McDonagh e Ilja Dragunov como três das quatro vagas, e também anunciou uma battle royal para o episódio de 28 de março para determinar a última vaga na luta.
No episódio de 7 de fevereiro de NXT, Ava de Schism (Jagger Reid, Rip Fowler , e Joe Gacy) atacaram Thea Hail da Chase University (Andre Chase e Duke Hudson) nos bastidores. Mais tarde naquela noite, a Chase University (Chase e Hudson) perdeu a partida depois que Hail apareceu com rostos sorridentes de Schism. A rivalidade entre os dois estábulos continuou e no Roadblock, o líder do Schism Gacy derrotou Chase quando Hail acertou o rosto de Ava. No episódio de 21 de março, durante um debate entre as duas equipes (que também incluiu Tyler Bate do lado da Chase University), eles concordaram em uma luta de duplas de oito homens no Stand & Deliver, onde o a equipe vencedora ganharia o controle da Chase University.
No episódio de 21 de março de NXT, The Creed Brothers (Brutus Creed e Julius Creed) jogaram sinuca e dardos com Campeonato de Duplas do NXT (Gallus (Mark Coffey e Wolfgang), e então concordou em lutar pelo título no Stand & Deliver. Tony D'Angelo e Channing "Stacks" Lorenzo apareceu no local, tornando-se uma luta de tag team de ameaça tripla.

## Evento
| Função:                 | Nome:             |
| ----------------------- | ----------------- |
| Comentaristas           | Vic Joseph        |
| Comentaristas           | Booker T          |
| Comentaristas espanhóis | Marcelo Rodríguez |
| Comentaristas espanhóis | Jerry Soto        |
| Anunciadora de ringue   | Alícia Taylor     |
| Árbitros                | Adrian Butler     |
| Árbitros                | Chip Danning      |
| Árbitros                | Dallas Irvin      |
| Árbitros                | Derek Sanders     |
| Árbitros                | Joey González     |
| Entrevistador           | McKenzie Mitchell |
| Painel pré-show         | Peter Rosenberg   |
| Painel pré-show         | Dave LaGreca      |

### Pré-show
Houve apenas uma luta que aconteceu no pré-show, e foi disputada entre Chase University (Andre Chase, Duke Hudson e Thea Hail) e  Tyler Bate; e Schism (Joe Gacy, Rip Fowler, Jagger Reid e Ava) para determinar quem ganhou o controle de Chase U. No final, Bate deu um mergulho suicida que atingiu todos os membros do Schism . Chase e Hudson então entregaram o Fratliner para Reid para a vitória.

### Lutas preliminares
Na luta de abertura, Roxanne Perez defendeu o NXT Women's Championship contra Indi Hartwell, Gigi Dolin, Lyra Valkyria, Tiffany Stratton e Zoey Stark em uma Ladder match. Nos momentos finais, Dolin subiu a escada, com o objetivo de alcançar o cinturão do título, até que Jacy Jayne veio e a empurrou para fora da escada. Stratton então deu um salto lunar para derrubar todos do lado de fora, deixando Hartwell no ringue, mas estava muito incapacitado para subir a escada. Dexter Lumis então veio de baixo do ringue e ajudou Hartwell a subir a escada e entregar seu primeiro título na WWE e no NXT.
Em seguida, Gallus defendeu o Campeonato de Duplas do NXT contra The Creed Brothers e The Family. Nos estágios finais, Stacks deu um mergulho em Mark Coffey, mas o retorno de Joe Coffey o puxou para o chão. Coffey então prendeu Tony D'Angelo, permitindo que Gallus acertasse a combinação Poweslam/Enzeguiri para a vitória. 
Na luta seguinte, Wes Lee defendeu o NXT North American Championship contra Axiom, Dragon Lee, Ilja Dragunov e JD McDonaugh em uma luta fatal de cinco vias do Open Challenge. Enquanto Dragon Lee procurava um chute mortal para trás, Axiom o pegou com a ''Golden Ratio''. A Axiom então entregou o Matrix DDT para uma contagem dupla em McDonaugh. Dragunov então acertou o Torpedo Moscow em Dragon Lee e, ao mesmo tempo, Lee acertou o Cardiac Kick em Dragunov para reter o título.
A próxima luta foi uma Luta não sancionada entre Johnny Gargano e Grayson Waller. Waller entregou o Ace Crusher por fora para Gargano. Gargano então deu um powerbomb em Waller através de uma mesa. Waller então usou um kendo stick e começou a bater em Gargano. Enquanto Waller tentava acertar a cabeça de Gargano nos degraus de aço, Gargano escapou e começou a bater em Waller com o bastão de kendo, levando a esposa Candice LeRae a se juntar ao espancamento de Waller. Gargano então entregou o One Final Beat para uma contagem de dois. Waller então entregou um Coast-To-Coast com a cabeça de Gargano em uma lata de lixo para outra contagem de dois. Gargano então golpeou Waller baixo e prendeu Waller com uma cadeira em sua cabeça e o esmagou com outra cadeira. Gargano então executou o Gargano Escape, forçando Waller a bater. Após a luta, Gargano, Candice, Hartwell e Lumis se abraçaram.
Na penúltima luta, Kiana James e Fallon Henley (com Josh Briggs e Brooks Jensen) defenderam o Campeonato de Duplas Femininas do NXT contra Isla Dawn e Alba Fyre. Dawn entregou joelhadas duplas para Kiana e, junto com FYRE, entregou supericks para Kiana, para uma contagem de dois. Kiana então pediu a Jensen sua bolsa, mas ele se recusou a dar a ela. De volta ao ringue, Dawn e Fyre acertaram sua combinação Backstabber/Swanton Bomb para se tornarem os novos campeões.

### Evento principal
No evento principal, Bron Breakker defendeu o NXT Championship contra Carmelo Hayes (com Trick Williams). Enquanto Hayes procurava um Springboard Cutter, Hayes deu um passo em falso e caiu. Bron então entregou um back suplex para Hayes. Hayes então desferiu um antebraço voador Springboard e um armlock fujiwara, mas Bron escapou. Enquanto Bron procurava um Torture Rack, Trick agarrou a perna de Hayes, forçando o árbitro a expulsá-lo da partida. Bron então entregou um frankensteiner de corda superior. Hayes então bloqueou o Steiner Recliner e travou em um crossface, mas Bron escapou novamente e acertou uma lança que também acertou o árbitro. Bron então travou no Steiner Recliner, forçando Hayes a bater, mas o árbitro ainda estava caído. Trick então voltou e acertou o cinturão do título em Bron, permitindo que Hayes o imobilizasse para uma contagem de dois. Enquanto Beom procurava o Military Press Powerslam, Hayes o reverteu em um movimento e acertou o Nothing But Net para se tornar a primeira pessoa a vencer o NXT Championship em um NXT Premium Live Event desde 2021.

## Resultados
| Nº                                          | Resultados | Estipulações                                                                       | Tempo |
| ------------------------------------------- | --- | ---------------------------------------------------------------------------------- | ----- |
| Pré- show                                   | Chase University (Andre Chase, Duke Hudson, e Thea Hail) e Tyler Bate derrotaram Schism (Joe Gacy, Rip Fowler, Jagger Reid, e Ava)                                      | Luta Eight-person tag team Os vencedores ganhariam o controle de Chase University. | 11:09 |
| 1                                           | Indi Hartwell derrotou Roxanne Perez (c), Zoey Stark, Gigi Dolin, Tiffany Stratton e Lyra Valkyria                                                                      | Luta de escadas pelo Campeonato Feminino do NXT                                    | 17:02 |
| 2                                           | Gallus (Mark Coffey e Wolfgang) (c) derrotaram The Creed Brothers (Brutus Creed e Julius Creed) (com Ivy Nile) e The Family (Tony D'Angelo e Channing "Stacks" Lorenzo) | Luta Triple Threat pelo Campeonato de Duplas do NXT                                | 8:11  |
| 3                                           | Wes Lee (c) derrotou Dragon Lee, JD McDonagh, Ilja Dragunov e Axiom | Luta Fatal Five-Way pelo Campeonato Norte-Americano do NXT                         | 19:17 |
| 4                                           | Johnny Gargano derrotou Grayson Waller | Luta não sancionada                                                                | 18:12 |
| 5                                           | Alba Fyre e Isla Dawn derrotaram Fallon Henley e Kiana James (c) (com Josh Briggs e Brooks Jensen)                                                                      | Luta de duplas pelo Campeonato de Duplas Femininas do NXT                          | 8:41  |
| 6                                           | Carmelo Hayes (com Trick Williams) derrotou Bron Breakker (c) | Luta individual pelo Campeonato do NXT                                             | 16:10 |
| (c) – Refere-se aos campeões antes da luta. | |                                                                                    |       |